# Selección de rugby de Barbados
La selección de rugby de Barbados,  representa a ese país en las competiciones oficiales de rugby.

## Palmarés
- RAN Championship (1): 2005[2]

## Participación en copas

### Copa del Mundo
- no ha clasificado

### RAN Championship
- NACRA Championship 2001: 3° puesto
- NACRA Championship 2005: Campeón
- NACRA Championship 2008: 4.º puesto
- NACRA Championship 2011: 3.er puesto en grupo Sur[3]
- NACRA Championship 2012: 3.er puesto en grupo Sur[4]
- NACRA Championship 2013: 3.er puesto en grupo Sur[5]
- NACRA Championship 2014: 3.er puesto en grupo Sur
- NACRA Championship 2015: 3.er puesto en grupo Sur
- RAN Championship 2016: 3.er puesto en grupo Sur
- RAN Championship 2017: 3.er puesto en grupo Sur<[6]
- RAN Championship 2024: Ganador de grupo
- RAN Championship 2025: Semifinalista

### Rugby Americas North Cup
- RAN Cup 2018: 2° puesto
- RAN Cup 2019: 2° puesto en grupo